# Leptocythere quebecensis
Leptocythere quebecensis är en kräftdjursart som beskrevs av Eunice Thompson Cronin 1981. Leptocythere quebecensis ingår i släktet Leptocythere och familjen Leptocytheridae. Inga underarter finns listade i Catalogue of Life.